# Christophe Robert
Christophe Robert (Montpon-Ménestérol, 30 marzo 1964) è un ex calciatore francese.

## Carriera
Cresciuto nel Nantes, debuttò in prima squadra nella stagione 1981-1982, giocando due partite. Ha giocato solo quattro volte nella stagione successiva, prima di trovare il tempo di riproduzione di più durante la stagione 1983-1984, diventando titolare dopo la partenza di Henrik Agerbeck per il Sochaux. Durante la gestione di Miroslav Blažević, nelle stagioni 1988-1989 e 1989-1990, diventerà un punto fisso della formazione. Lasciò Nantes nel 1991, dopo aver giocato 191 partite e segnato 30 gol, per trasferirsi al Monaco.
Nel 1992 passò al Valenciennes e nel 1993 venne coinvolto nell'Affaire VA-OM, dove verrà squalificato per 2 anni oltre ad essere condannato a 6 mesi di reclusione. A seguito dello scandalo andrà a giocare in Argentina, al Club Ferro Carril Oeste. Tornato in Francia l'anno seguente, giocò in Division 2 con il Louhans-Cuiseaux, con il Nancy e con il Saint-Étienne, dove ha finito la sua carriera vincendo il campionato di Division 2 1998-1999.

## Dopo il ritiro
Conclusa la carriera si è dedicato alla ristorazione e ai vigneti di Saint Émilion. Lavora con Thierry Bonalair in un multiplex chiamato R'Soccer, che si trova a Saint-Sébastien-sur-Loire, ed è commerciante di vini.

## Palmarès
- Campionato francese: 1

Nantes: 1982-1983